# Scheloribates obesus
Scheloribates obesus är en kvalsterart som beskrevs av Hammer 1958. Scheloribates obesus ingår i släktet Scheloribates och familjen Scheloribatidae. Inga underarter finns listade i Catalogue of Life.